# Congresso di Bologna (1529)
Il Congresso di Bologna fu la riunione, tenutasi tra novembre 1529 e il febbraio 1530, dei rappresentanti delle maggiori potenze italiane con l'imperatore Carlo V, che successivamente sarebbe stato incoronato re d'Italia per mano di papa Clemente VII il 24 febbraio 1530.
L'incontro concordò le modalità esecutive della pace di Barcellona del 29 giugno 1529 e stabilì il nuovo assetto dell'Italia, temporaneamente pacificata dalla Pace di Cambrai tra Asburgo e Francia.
Nello specifico il ducato di Milano venne restituito a Francesco II Sforza, pur essendo previsto che milizie imperiali presidiassero Milano e Como. Alla morte dello Sforza, senza eredi, nel 1535, lo Stato sarebbe passato però sotto la piena sovranità Imperiale. La repubblica di Genova veniva posta sotto la protezione di Andrea Doria, ammiraglio dell'Imperatore. Si stabilì la restituzione della Romagna, occupata da Venezia nel 1527-1528, allo Stato Pontificio e di Modena e Reggio (occupate da Giulio II nel 1512) agli Este di Ferrara (che però diveniva formalmente feudo del Patrimonio di San Pietro). 
Al Duca di Savoia, Carlo III, fu concesso il territorio, francese, della contea di Asti, mentre all'ordine dei Cavalieri Gerosolimitani, cacciati da Rodi nel 1522, fu data l'isola di Malta. Fu ribadito, infine, il rientro dei Medici a Firenze. La restaurazione di questi ultimi, nella persona di Alessandro, fu imposta al popolo fiorentino, dopo un lungo assedio, nell'ottobre del 1530, mentre la dignità ducale fu attribuita allo stesso Alessandro solo nel 1532.